# Portal 2
Portal 2 è un videogioco rompicapo, seguito di Portal (2007), pubblicato nel 2011 da Valve Corporation per varie piattaforme. Annunciato nel marzo 2010 per mezzo di un ARG, la pubblicazione è stata inizialmente prevista entro la fine dello stesso anno, ma in seguito posticipata al 19 aprile 2011 in Nord America e sulla piattaforma digitale Steam, e al 21 aprile per Xbox 360 e PlayStation 3 in Europa.
Portal 2 ha vinto il premio per il Miglior Gioco ai Game Bafta 2011.

## Trama

### Modalità giocatore singolo
Le vicende del gioco si svolgono dopo vent'anni dalla fine del primo capitolo.
Chell, già protagonista del primo episodio, si risveglia in una stanza dove è rimasta addormentata in uno stato di sonno criogenico. È accolta dal buffo e logorroico Wheatley, un nucleo di personalità addetto alla sorveglianza dei soggetti del test, che promette di aiutarla a uscire dai laboratori Aperture. Chell viene così reintrodotta all'interno delle camere di test progettate da GLaDOS, e durante il percorso il giocatore si rende conto che la struttura, pur trovandosi in uno stato di degrado e abbandono, conserva ancora tutte le sue apparecchiature perfettamente funzionanti.
Dopo aver superato alcune camere, Wheatley conduce Chell in una postazione computerizzata, da cui si può attivare una "capsula di fuga"; Wheatley però sbaglia a impartire i comandi e in realtà riattiva GLaDOS, che desiderosa di vendetta nei confronti di Chell, la reimmette in un percorso di test, in cui compaiono nuove apparecchiature rispetto al primo capitolo, come i raggi laser e delle pedane che imprimono una spinta quando ci si salta sopra, ferendola anche emotivamente. Wheatley riesce tuttavia a seguire Chell, e, alla fine, sfonda la parete di una delle camere di test e la fa fuggire. Ciò nonostante GLaDOS sembra staccare la corrente per bloccarli. Wheatley allora con un certo spavento riesce a usare il suo occhio come torcia potendo così guidare Chell nel loro tragitto. Wheatley accenna improvvisamente che non aveva mai provato ad usare il suo occhio come torcia in quanto gli scienziati gli dissero che se ci avesse provato sarebbe potuto morire. Ma oltre a questo gli dissero la stessa cosa anche per tutto il resto, lasciandolo alquanto confuso in quanto non comprende il perché gli scienziati non volessero che facesse niente. Guidata da Wheatley, Chell sabota sia l'impianto di produzione delle neurotossine che quello delle torrette mitragliatrici, entrambe armi di GLaDOS; tuttavia, in ambo i casi Wheatley si dimostra incapace e imbranato, e solo l'intervento di Chell permette di risolvere la situazione. Ritornati nella stanza di GLaDOS, i due riescono a toglierle il controllo dei laboratori e Chell riesce a mettere Wheatley a capo dell'impianto.
A quel punto Wheatley, improvvisamente in preda a manie di onnipotenza, si rivela una personalità malvagia e psicopatica persino più grande e folle di GLaDOS, e decide di tradire Chell, accusandola di averlo sfruttato e comandato a bacchetta tutto il tempo. Rivelate le sue intenzioni, confina la coscienza di GLaDOS in una patata che funge da batteria, questa riconosce in Wheatley uno dei suoi vecchi nuclei-sfera di personalità, quello della stupidità, un "cancro che la infettava", progettato "dalle migliori menti del pianeta con l'intento di creare il più grande idiota che sia mai esistito"; Wheatley era stato creato proprio per essere stupido e doveva infatti distrarre GLaDOS dai suoi intenti omicidi, influenzandola con la propria stupidità.
 GLaDOS ammette con una punta di terrore che quando Wheatley gli era collegata la pervadeva di continuo con pensieri orribili. Wheatley, insultato da GLaDOS, si arrabbia terribilmente e scaraventa lei e Chell nelle profondità del centro di ricerca. GLaDOS viene catturata da un corvo mentre Chell, vagando per la parte più vecchia dei laboratori Aperture, si imbatte in camere di test risalenti dagli anni 1950 fino agli anni 1980, dove si scoprono elementi mai visti prima, come tre gel colorati che permettono di compiere balzi direttamente proporzionali a quelli con cui si è atterrati sul liquido (gel repellente di colore blu), che eliminano l'attrito col terreno (gel propellente di colore arancio) o che permettono di creare portali anche sulle superfici dove non sarebbe teoricamente possibile (gel di conversione di colore bianco).
Durante queste sequenze, la voce elettronica e familiare di GLaDOS è sostituita da quella di nastri registrati dal vecchio direttore e fondatore di Aperture, Cave Johnson e la sua assistente Caroline, che accompagna Chell e GLaDOS (nel frattempo recuperata da Chell) alla scoperta delle origini del centro di ricerca. Nell'ultimo messaggio, risalente alla metà degli anni 1980, Cave Johnson annuncia di essere gravemente malato a causa del gel di conversione, realizzato con rocce lunari altamente cancerogene; nello stesso messaggio auspica che, dopo la sua morte, Caroline possa trasferire la propria personalità in un sistema computerizzato, in modo da garantire per sempre ai laboratori Aperture un degno direttore. Si comprende così che GLaDOS condivide parte della propria personalità con l'assistente di Cave Johnson.
Tornate nei laboratori Aperture più moderni, Chell e GLaDOS si confrontano contro l'ormai folle Wheatley, che nel frattempo, a causa della sua totale incapacità, ha avviato il centro di ricerca a una lenta e inesorabile autodistruzione. Inizialmente, Wheatley le costringe a compiere dei test per saziare la sua voglia di prove, creatasi a causa del nuovo corpo. Tuttavia, verso le ultime stanze, Wheatley decide di sbarazzarsi dei due, dicendo di aver trovato P-body e Atlas, una torretta e una sfera antropomorfi creati da GLaDOS come rimpiazzi di Chell (nonché i protagonisti della modalità cooperativa). Le due riescono a scappare dalle sue trappole e lo raggiungono nella sala centrale, scoprendo tre nuclei-sfera corrotti (Spazio, una sfera fissata con lo spazio, Ricky, una sfera avventuriera, e Fatto, una loquace sfera che non fa altro che dire informazioni fasulle) ideali per corrompere Wheatley e rifare un'altra procedura di trasferimento nucleo che dovrebbe rimettere GLaDOS a capo della struttura.
Aiutata da GLaDOS, Chell attacca Spazio, Ricky e Fatto a Wheatley, che diventa corrotto abbastanza per un'altra procedura di trasferimento, ma all'ultimo Wheatley fa scoppiare delle cariche esplosive, poste accanto al bottone da premere per terminare la procedura. Wheatley pensa inizialmente di essere riuscito a eliminare Chell una volta per tutte, ma lei si rialza e apre un portale sotto di lui e un altro sulla Luna (divenuta improvvisamente visibile a causa del collasso del tetto della stanza). Wheatley (assieme a Ricky e Spazio) viene risucchiato dalla differenza di pressione assieme a Chell, ma in quello stesso istante GLaDOS riesce a riprendere possesso della sua postazione, riuscendo così a salvare Chell e a scagliare Wheatley nello spazio profondo.
Nelle scene finali Chell si risveglia nella stanza di GLaDOS, che la accoglie con P-body e Atlas con gioia, ammettendo che la scoperta del proprio lato umano, che condivide con Caroline, la fa sentire diversa. Detto ciò, però, GLaDOS elimina la personalità di Caroline dalla sua memoria e, almeno apparentemente ritornata quella di un tempo, si rivolge sprezzante a Chell, informandola che la lascia libera di andarsene dai laboratori soltanto perché non vuole più avere problemi da lei e perché è "troppo difficile riuscire a ucciderla". Mentre l'ascensore risale verso la superficie, si ferma e dalla porta si intravedono quattro torrette che però, invece di spararle, cominciano a cantare aprendo e chiudendo gli sportelli come se fossero delle fisarmoniche. Si vede quindi un enorme anfiteatro, pieno di torrette che cantano "Cara Mia" dicendo quindi addio a Chell. Uscita dal laboratorio, Chell si ritrova in un campo di frumento, e subito dopo la porta del laboratorio si riapre ed esce, un po' fuligginoso, il Cubo da Compagnia del primo Portal, che Chell era stata costretta a incenerire su ordine di GLaDOS.
Contemporaneamente ai titoli di coda è presente la canzone "Want You Gone", in cui GLaDOS si rivolge a Chell invitandola ad andarsene per sempre, anche se dall'ultima strofa emerge un velo di malinconia ("Quando ti avrò rimossa dalla memoria, forse non mi sentirò più così giù").
Infine, si vede Wheatley parlare con il sovreccitato Spazio di quanto gli dispiaccia sinceramente di come si è comportato e che vorrebbe scusarsi con Chell.

### Modalità cooperativa
La campagna cooperativa vede protagonisti i robot Atlas e P-body (reminiscenze di un nucleo di personalità, o core, e di una torretta), incaricati da GLaDOS di risolvere delle camere test lasciate inutilizzate dagli umani perché "troppo letali". I due robot hanno le stesse abilità di Chell ma le loro pistole a Portale possono aprire portali di un solo colore ciascuno; per i due robot è quindi fondamentale collaborare tra di loro per risolvere i test. Atlas e P-Body ogni volta che completano un test vengono smontati e riassemblati nella nuova stanza e lo stesso avviene quando "muoiono" per aver fallito un test.
Avanzando nei livelli si scoprirà che l'obiettivo di GLaDOS non è quello di fare test sui personaggi, bensì quello di recuperare informazioni tramite dischi contenenti dati riservati. Inoltre GLaDOS, seppur inizialmente si dimostra molto soddisfatta dell'efficienza e della lealtà delle sue nuove cavie robotiche, ben presto inizia a lamentarsi del fatto che non potrà mai veramente ucciderle. Oltretutto sembra anche essere molto scocciata dalla sintonia tra i due robot che sembrano aver sviluppato un vero e proprio legame di amicizia. Alla fine dell'ultima camera GLaDOS rivela quello che era il vero scopo dei due robot: darle accesso a un'enorme stanza piena di migliaia di umani tenuti in stasi per futuri esperimenti. Atlas e P-Body, iniziano quindi a festeggiare e a ballare a ritmo di musica ma GLaDOS felice ed euforica, li distrugge ora che non ha più bisogno di loro.
La trama si colloca temporalmente di seguito agli eventi della campagna single-player.

## Modalità di gioco
Il gameplay di Portal 2 ricalca la stessa formula che ha portato al successo il primo capitolo nel 2007. Per superare i livelli di gioco il protagonista ha a disposizione solo uno speciale dispositivo capace di creare due portali comunicanti (da cui deriva il nome del gioco) su alcune superfici delle stanze. Grazie a questo speciale collegamento è possibile saltare in un portale su una parete e uscire dal secondo posto sul soffitto, o far passare attraverso i portali oggetti di vario genere. Il modulo della quantità di moto accumulata viene conservata tra i portali, mentre la direzione del vettore cambia in accordo con l'orientamento dei portali. Questo permette di usare, ad esempio, la forza di gravità e un accorto posizionamento dei portali per oltrepassare alcuni ostacoli.
Rispetto al capitolo originale, sono state aggiunte alcune caratteristiche inedite, come i gel che azzerano l'attrito o fanno rimbalzare ogni cosa che venga macchiata, i tubi pneumatici (i quali venivano utilizzati originariamente nel trailer del gioco per "aspirare" le torrette, ma che nella versione finale sono in realtà non interattivi e possono essere visti esclusivamente nelle sezioni di manutenzione), i raggi laser e una modalità cooperativa completamente riformulata, che vede due giocatori nei panni di due robot superare una quarantina di prove in cui le logiche del gioco sono state opportunamente sdoppiate, permettendo così di affrontare gli enigmi più difficili. Sempre nella modalità coop , inoltre , sono presenti i "gesti" , che altro non sono che dei balletti che possono essere eseguiti anche in aria dal personaggio selezionandolo dall'opportuna ruota di gesti. Un'altra novità è quella dei cosmetici: i due robottini possono essere personalizzati attraverso la schermata "arricchimento dei robot" , in cui è presente anche lo shop , dove è possibile acquistare skin , cappelli , gesti e bandierine. Alcuni oggetti cosmetici si ottengono dopo aver completato un certo achievement. A differenza del primo Portal sono state eliminate le sfere d'energia. È stata scartata anche l'idea di un particolare tipo di gel color viola che permetteva di camminare sui muri.

## Contenuti scaricabili
Il 4 ottobre 2011 è uscito un DLC gratuito per tutte le piattaforme: il "DLC #1" contiene nuove camere test ed ha introdotto una modalità sfida sia per la campagna giocatore singolo che per quella multigiocatore, aggiungendo anche le classifiche globali.
Il 4 maggio 2012 segna l'arrivo di un nuovo DLC, pubblicato l'8 maggio 2012, che aggiunge la possibilità di creare le camere test attraverso l'utilizzo di un'interfaccia semplificata e rivolta a tutti i possessori del videogioco su piattaforma PC e Mac OS X.

## Accoglienza
La rivista Play Generation diede alla versione per PlayStation 3 un punteggio di 93/100, apprezzando il suo essere fresco, geniale, ricco di trovate in termini di meccaniche e interfaccia e come contro la scarsa rigiocabilità, la grafica migliorabile e la presenza di qualche enigma ostico, finendo per trovarlo un titolo unico, che faceva del genio e dell'ironia le sue armi più forti, ritenendolo un titolo da giocare ad ogni costo a cui si sarebbero dovuti astenere esclusivamente i guerrafondai. La stessa testata lo classificò come uno dei quattro migliori giochi basati sugli enigmi ed uno dei quattro migliori sparatutto che non si accontentava di essere uno sparatutto. Metacritic, invece , assegna ben 95 punti su 100.
Portal 2 è stato accolto con grande favore anche dalla critica internazionale, venendo premiato con tre BAFTA Games Awards su sei nomination totali. Il titolo è stato anche indicato come "videogioco migliore del 2011" dalla stampa di Gamasutra, IGN, Eurogamer, Kotaku, Associated Press e The Mirror.